# Myrmica karavajevi
Espèce
Myrmica karavajevi est une espèce de petites fourmis de la sous-famille des Myrmicinae que l'on rencontre en Europe, de la Norvège à l'Italie et de la France à la Russie comprise. Elle mesure entre 4 et 5 millimètres de longueur. Elle est dédiée à l'entomologiste Vladimir Karavaïev (1864-1939).

## Systématique
Cette espèce a été décrite en 1930 par l'entomologiste soviétique Constantin Arnoldi (1901-1982) et classée alors dans le genre Symbiomyrma, sous le nom de Symbiomyrma karavajevi. Dans les années 1960-1980, elle est rangée dans le genre Sifolina. Celui-ci est considéré en 1988, avec le genre Symbiomyrma, comme synonyme du genre Myrmica. Le genre Symbiomyrma est de nouveau considéré comme genre à part entière en 1993, avant d'être rangé à nouveau dans le genre Myrmica en 2003. Les études molléculo-génétiques (Jansen et allii, 2010) démontrent qu'il s'agit d'un très ancien inquilin au sein de ce genre apparu il y a dix-sept millions d'années.

## Synonymes
- Symbiomyrma karavajevi Arnoldi
- Sifolinia karavajevi Arnoldi
- Sifolinia pechei Samsinák

## Biologie
Il s'agit d'un parasite social au sein des fourmilières des espèces Myrmica scabrinodis, Myrmica sabuleti, Myrmica gallienii, Myrmica lonae.